# Birgit Jaeckel

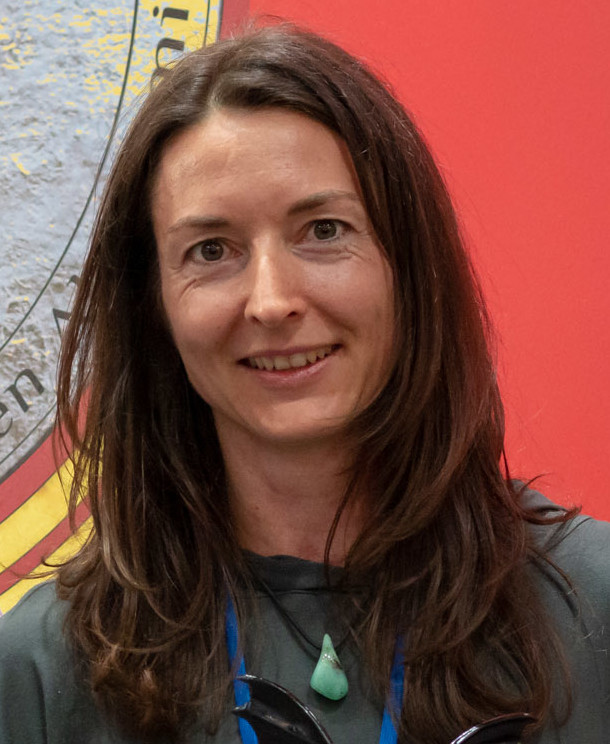
Birgit Jaeckel, im Rahmen der Seraph-Verleihung 2019

Birgit Jaeckel (* 1980 in Nürnberg) ist eine deutsche Roman- und Drehbuchautorin. Sie veröffentlicht sowohl in namhaften Verlagen als auch als Selfpublisherin.

## Leben und Werk
Birgit Jaeckel studierte Ur- und Frühgeschichte, Paläontologie und Alte Geschichte an der Friedrich-Alexander-Universität Erlangen-Nürnberg und in Bergen (Norwegen). In dieser Zeit nahm sie an mehreren archäologischen Ausgrabungen teil. Nach ihrem Studium arbeitete sie u. a. in Stockholm bei der Right Livelihood Award Foundation. Derzeit lebt sie im Landkreis Garmisch-Partenkirchen und ist neben ihrer Tätigkeit als Autorin als Story Coach und Trainerin tätig.
Birgit Jaeckel schreibt hauptsächlich in den Bereichen Historik, Fantasy und Drama. Ihr Phantastik-Roman Das Erbe der Rauhnacht erhielt 2019 den SERAPH als bester Independent-Titel und wurde auf der Longlist des Deutschen Selfpublishing-Preises platziert.
Neben Romanen verfasst Birgit Jaeckel Drehbücher, 2017 erhielt sie den ersten Vertrag bei einer deutschen Produktionsfirma. Sie ist Mitglied des Phantastik-Autoren-Netzwerks PAN.

## Werke
Romane
- Die Druidin. Knaur, 2007, ISBN 978-3-426-63712-8.
- Der Fluch der Druidin. Knaur, 2008, ISBN 978-3-426-50051-4; E-Book seit 2019 als Die Tochter der Druidin im Dotbooks-Verlag
- Im Eis. Goldmann, 2013, ISBN 978-3-442-47888-0.
- Das Erbe der Rauhnacht. Books on Demand, 2018, ISBN 978-3-7528-3994-4.
- Lara & Jan, Books on Demand, 2020, ISBN 978-3-7504-1656-7.

## Preise und Nominierungen
- „Roman des Jahres“ im Bertelsmann Buchclub (Leserpreis) 2007 (Die Druidin)[6]
- Nominiert für den „Deutschen Selfpublishing-Preis“ 2019 für Das Erbe der Rauhnacht[4]
- Phantastik-Literaturpreis Seraph 2019 „Bester Independent-Titel“ für Das Erbe der Rauhnacht[3]
- Nominiert für den Phantastikpreis der Stadt Wetzlar für Das Erbe der Rauhnacht[7]